# Los Llanitos, Chihuahua
Los Llanitos är en ort i Mexiko.   Den ligger i kommunen Chínipas och delstaten Chihuahua, i den nordvästra delen av landet, 1 300 km nordväst om huvudstaden Mexico City. Los Llanitos ligger 1 273 meter över havet och antalet invånare är 140.
Terrängen runt Los Llanitos är kuperad norrut, men söderut är den bergig. Terrängen runt Los Llanitos sluttar västerut. Runt Los Llanitos är det mycket glesbefolkat, med 2 invånare per kvadratkilometer. Närmaste större samhälle är Chinipas de Almada, 17,9 km väster om Los Llanitos. I omgivningarna runt Los Llanitos växer huvudsakligen savannskog.